# Ludwik Edward Helcel
Ludwik Edward Helcel, uváděn též jako Ludwig Helcel von Sternstein (15. října 1810 Krakov – 13. listopadu 1872 Radłów), byl rakouský politik z Haliče, v 2. polovině 19. století poslanec Říšské rady.

## Biografie
Působil jako bankéř v Krakově. Zastával funkci náměstka starosty Krakova.
V 60. letech byl zvolen na Haličský zemský sněm za kurii obchodních a živnostenských komor. Zemský sněm ho roku 1868 zvolil i do Říšské rady (celostátní parlament, tehdy ještě volený nepřímo zemskými sněmy). 20. října 1868 složil slib. Rezignoval v roce 1869 během přestávky mezi IV. a V. zasedáním sněmovny.
Jeho bratrem byl právní historik a politik Antoni Zygmunt Helcel.